# SD GUNDAM系列
SD鋼彈（Super Deformed Gundam）是指鋼彈系列作品當中登場的機械與人物，將其頭部誇張化，手腳縮小成為二頭身比例的角色，以及使用SD機械／人物所製作的商品群之總稱。

## 發展
基本發想是將鋼彈系列作品中的複雜世界觀以及難以區別的機械，表現成所有的人都可以清楚理解的型態。於1985年6月以由SD鋼彈之父橫井孝二設計造型的轉蛋玩具發售的系列作品首度問世。由於二頭身表現的角色外觀可愛，以及豐富的種類所帶來的收集欲，SD鋼彈的愛好者擴及鋼彈系列作品的主要客層（青少年男性）之外。成為鋼彈系列作品的一個主要旁支。
另外其中汎衍出來最為熱絡的模型商品BB戰士，亦隨著當年愛好者日漸成長，由集中青少年市場轉而拓展成年人市場。2004年，由「武者七人眾編」重新改編的作品「武者烈傳．零」，於模型雜誌「Hobby Japan」連載後，熟悉角色重新包裝，勾起成年模型迷集體回憶，因而大受歡迎。甚至連模型相關故事「舞化武可編」，原定以「光之七人眾」子弟（少年武者）為主角，亦由於七人眾太受歡迎，製作單位唯有中止餘下兩名子武者隱丸及凄丸商品化，轉而集中於催谷七人眾模型上。

### 題材
最初SD鋼彈的設定方針，是將「機動戰士鋼彈」MS矮小化，然後加上人格，使它感覺上更像人類。這種設定大大影響日後各篇作品。
首先將這種設定發揚光大者，要數到取材自《模型狂四郎》之機體「武者頑馱無」的同名角色，以及在此基礎上發展、以日本戰國時代為背景的「SD戰國傳」，推出至今已接近20年。
其後，復古風氣更促成以西方騎士為藍本之「騎士鋼彈」，由擁有人格的MS角色及經典鋼彈人物貫穿整個故事。

#### SD戰國傳系列
- SD戰國傳 武者七人眾篇
- SD戰國傳 風林火山篇
- SD戰國傳 天下統一篇
- SD戰國傳 武神降臨篇

新SD戰國傳
- 新SD戰國傳 地上最強篇
- 新SD戰國傳 傳說之大將軍篇
- 新SD戰國傳 七人之超將軍篇
- 新SD戰國傳 超機動大將軍篇

超SD戰國傳
- 超SD戰國傳 武神輝羅鋼篇
- 超SD戰國傳 刀霸大將軍篇
- 新SD戰國傳 天星七人眾篇
- 武者戰記 光之變幻篇
- SD鋼彈 武者G世紀

SD頑駄無
- SD頑駄無 武者O傳
- SD頑駄無 武者O傳 II
- SD頑駄無 武者O傳 III

SD鋼彈 FORCE繪卷
- 武者烈傳·零
- 武者烈傳 舞化武可篇
- 武者番長風雲錄

BB戰士三國傳
- BB戰士三國傳 風雲豪傑編
- BB戰士三國傳 英雄激突編
- BB戰士三國傳 戰神決鬥編
- BB戰士 三國傳外傳 武勇激鬥錄

BB戰士三國傳Brave Battle Worriors
- 超電影版SD高達三國傳～BraveBattleWarriors～

SD鋼彈世界
- SD鋼彈世界 三國創傑傳
- SD鋼彈世界 群英集
  - SD鋼彈世界 群英集 龍騎士傳說
  - SD鋼彈世界 群英集 輝羅鋼物語

#### SD GUNDAM外傳系列
SD鋼彈外傳
- SD鋼彈外傳 吉翁萬歲編
- SD鋼彈外傳 圓桌騎士編
- SD鋼彈外傳 聖機兵物語
- SD鋼彈外傳 機甲神傳說

新SD鋼彈外傳
- 新SD鋼彈外傳 聖龍物語
- 新SD鋼彈外傳 黃金神話
- 新SD鋼彈外傳 鎧闘神戦記

新約SD GUNDAM外傳
- 新約SD GUNDAM外傳 救世騎士傳承
- 新約SD GUNDAM外傳 新世聖誕傳説
- 新約SD GUNDAM外傳 創世超龍譚
- 新約SD GUNDAM外傳 騎士王物語

SD GUNDAM外傳NEO
- SD GUNDAM外傳NEO 禁忌魔法

#### SD司令戰記系列
- SD司令戰記G-Arms
- SD司令戰記II GUNDAM FORCE
- SD司令戰記III SUPER G-ARMS
- 新GUNDAM FORCE グレートパンクラチオン
- Gチェンジャー

##### CG動畫
- SD GUNDAM FORCE

### 評價
雖然SD鋼彈的初始企畫與是以原作角色搞笑化為出發點，但後來卻陸續加入了以不同時空背景作為舞台，大大充實了整個系列的故事性及普及性。例如以日本戰國時代為舞台的「SD戰國傳系列」（武者鋼彈）系列，以及角色扮演遊戲風格的歐洲中古幻想世界為舞台的「SD鋼彈外傳」系列等。商品也從早期簡單的轉蛋玩具，擴展至收集卡、模型、電子遊戲等各層面。
在許多SD鋼彈作品當中，被可愛化的各種MS與MA也被擬人化，與駕駛員具有類似的人格（也有部分機體的人格是來自於在鋼彈系列作品中登場的人物）。但是也有類似遊戲「SD GUNDAM G世代」系列或者「超級機器人大戰」系列那樣是需要有駕駛員駕駛的純機械人。）
在動漫界當中，SD鋼彈可算是少數作為延申產品（由鋼彈發展出來），而能夠屹立市場二十多年的作品。而「SD」宛然成為「Q版」的另一種稱呼。
另外，在美國市場上"SD"的全寫被改為"Superior Defender"，因為英語的Deformed主要是形容「畸形的」負面意味，TV電視系列「SD GUNDAM FORCE」當中的SD也採用了英文版的解釋。

## 商品

### 轉蛋（）
- SD高達聖獸戰記
- SD高達三國傳
- SD Gundam Full color STAGE
- SD Gundam Full color CUSTOM
- SD Gundam Full color IMPACT
- SD Gundam Full color NEXT
- SD Gundam Full color DASH

### 模型

#### 元祖SD鋼彈
為了區別「機動戰士高達」與後續作品的分別，同好間經常將第一套高達稱為「ファーストガンダム」（First Gundam， FG），漢語圈多稱為「初代高達」、「高達0079」、「0079」或「元祖高達」
元祖高達 是指 SD高達其中一個系列
[ 元祖]是日文漢字 ，有[原本]的意思因而有不少華人誤以為可以稱 第一套高達 為元祖高達
元祖高達模型
元祖SD Gundam Mini Collection Mark-1 系列
- 騎士ガンダム
- 騎士ガンダム SP Ver.
- サタンガンダム

#### BB戰士
- 1～6號，頭身比例最初為1:1.5，因其附有發射BB彈的功能而得之「BB戰士（BB-Senshi）」稱呼。
- 7～12號，為配合電影「馬沙之反擊」而推出的系列。由7號開始將，內容及設計上重新包裝，例如為鋼彈模型角色加上雙眼，亦刪除1～6號當中的標耙零件。頭身比例壓縮至1:1，加大頭部比重，相對刪除大腿，只保留腳板的設計，成為往後十多年來的設計特色。為了作出區分，7號ν 鋼彈以後，一律稱為「SD鋼彈．BB戰士」，並繼續沿用最初的名稱
- 13號～16號，7~12號的延伸，由13號MK-II開始，雖然廢除掉了BB彈，改用直身子彈。角色上以「馬沙之反擊」的競爭對手「S 鋼彈」、以及其他經典角色為主。
- 17號，改編自漫畫《模型狂四郎》同名角色的武者頑馱無商品化，引入「輕裝／著裝」概念，並首次製作原創故事「SD戰國傳」，以及相關角色，開展武者鋼彈長達20年的歷史。
- 23號。武者精太頑馱無，同樣是《模型狂四郎》角色，首次在角飾及龍頭引入電鍍技術。
- 42號，殺驅三兄弟。首個商品化的武者Zaku角色，並以「新殺驅」需要將相關零件與14號Zaku III換裝的賣點。後來「風林火山篇」中，「劍舞風荒」亦用上類似方式。
- 43號，騎士鋼彈，首個武者系列以外的角色商品化，「騎士系列」後來主力於「元祖系列」商品化，成為武者以外另一大系。
- 46號，豪華大將軍，體型巨大，前所未有，而且進一步確立同系列互動、同一系列角色所屬零件，可以讓指定人身裝備。（例子有「武者五人眾」角飾裝在豪華大將軍軍扇上、「風林火山篇」中，「闍之五人眾」將「闍之鎧」裝在殺驅頭（39號闍將軍）身上，變成「新生闍將軍」。最近期的例子，要數到「武者烈傳．武化舞可篇」中，「光之七人眾」將裝備「武代舞可」裝在「267號烈火武者頑馱無」身上，變成「烈火武者大將軍」。）
- 59號，司令鋼彈，第三個武者系列以外的角色商品化，「G-Arms系列」與「武者」「騎士」，並列SD鋼彈三大系列。
- 1992年，在新作「傳說之大將軍」以外，萬代另外製作新系列「小小（ちーびー）戰士」，特點選角方面，主要由非武者角色組成（10號殿樣鋼彈 EX例外。），而且體形較小（相信是為了部份角色，被設定裝入機兵有關。）、關節採用一件式骨架，而且人人相同。因此可以交換手腳。作為300日圓產品，亦能呈現變形、輕／著裝功能。然而該系列僅推出11款模型就完結了。（至於BB戰士當中，117號機甲神所附的神秘騎士NEO鋼彈、121號超機甲神、130號機動武者大鋼當中的舞威丸亦用上此系列的骨架。）
- 1995年「超機動大將軍」篇，首次全系列放棄子彈發射結構，最終角色「超機動大將軍」更是至今為止，BB戰士體型最大的模型。而其雙翼「輝羅鋼」，印刷電鍍面的製作技術更是首次引用。及後更延伸出新系列「武神輝羅鋼」。賣點是全系列角色可交換裝備。然而由於此款設計，大大局限活動性及外觀，模型設計與「超機動大將軍」的精細相比，始終稍有不足。
- 1997年「刕霸大將軍篇」，同樣以交換裝甲為賣點，但角色設計更加細緻。由於鐵機武者成為主要角色，令可變形模型，均較以往為多。至於「魂武者鬥刃丸」首次引入全透明設計，加上流線外形，實為編章中最佳設計。
- 「天星七人眾」是最後使用「輝羅鋼」技術的系列，自此以後，除了以boxset在o傳出現的特別版天零外已無任何bb戰士再使用該技術，什至同系之中只要有使用輝羅鋼技術的更一直不在複刻之列，直至近年該部分模型以『極彩輝羅鋼』之名再度推出，唯原本「輝羅鋼」部分改成銀底彩色貼紙.
- 1999年，萬代推出以G世代（Generation）系列模型。以往BB戰士均採用軟質素材關節，並以說明書上這類零件的分件編號「PC」，稱為「PC關節」。通常在組裝時，要分別在身體中，按指定位置裝上頸、腰、雙手雙腳，大約五至六件PC關節（數量視乎模型設計而定），最後才正式加上頭及四肢。
- 而G世代系列摒棄這個沿用十多年的做法，轉而使用新設計：由分散的多件PC關節，統一為兩份PC膠骨架，分別為「十」字型的頭手腰骨架，以及「一」字型下盤骨架。只要將兩截組裝成「士」字型，便可做出頭手腳腰轉動的效果。裝嵌簡單無疑是此設計一大優點，但BB戰士自「傳說之大將軍篇」後，模型活動性不斷提升的時候，PC骨架卻沒有用上當時流行的圓球關節，反而用回相對落後的圓柱關節，亦令當時不少愛好者失望。
- 而同時推出，一樣用上PC骨架的「天星七人眾」系列，無可避免亦因為骨架問題，影響評價。而角色設計上較遜前作，也令此作人氣不彰。此作亦往往被視為，是BB戰士谷底期序幕。一直到「武者O傳」後才漸見起色。
- 「武者o傳」3首次取消普通模型電鍍零件，只在某些豪華版加入，直至「武者烈傳」後期才再度出現（其實後期出現的電鍍也是標榜是豪華版的普通模型）.

### 電玩

#### SD戰國傳
- 《SD戰國傳 國盜物語》（GB）1989年
- 《SD戰國傳2 天下統一編》（GB）1992年
- 《SD戰國傳3 新SD戰國傳 地上最強編》（GB）1992年
- 《新SD戰國傳 大將軍列傳》（SFC）1995年
- 《新SD戰國傳 機動武者大戰》（PS）1996年

#### SD鋼彈外傳
- 《SD鋼彈外傳 騎士鋼彈物語》（FC）1990年
- 《SD鋼彈外傳 拉克羅亞的英雄》（GB）1990年
- 《SD鋼彈外傳 騎士鋼彈物語 大遺産》（SFC）1991年
- 《SD鋼彈外傳 騎士鋼彈物語2 光之騎士》（FC）1991年
- 《SD鋼彈外傳 騎士鋼彈物語3 傳説的騎士團》（FC）1992年
- 《SD鋼彈外傳2 圓桌騎士》（SFC）1992年
- 《新SD鋼彈外傳 騎士鋼彈物語》（GB）1994年

#### 線上遊戲
- SD GUNDAM Online
- SD敢达强袭战线
- SD敢达战争要塞

#### 手機遊戲
- SD Gundam SHOOTER

## 相關書籍
《SD鋼彈模型大全［SD世界篇］》日本：（2007年）ISBN 978-4-89425-422-0、台灣：（2009年）ISBN 978-986-209-844-0
BB戰士20週年推出的圖鑑，以模型為中心，詳細介紹每盒模型資料，以及部分未曾公開過的設定圖及試作品。
《SD戰國傳．武者英雄譚》（2007年）ISBN 978-4-06-364688-7
BB戰士20週年推出的設定集，以戰國傳各篇章為中心，逐一介紹。末段更有創作人訪問。

## 外部連結
- 無國界SD高達大聯盟